# 고덕함박초등학교
고덕함박초등학교는 경기도 평택시에 있는 공립 초등학교이다.

## 학교 연혁
- 2025년 3월 1일 : 개교